# Сидар Лејк (Индијана)
Сидар Лејк (енгл. Cedar Lake) град је у америчкој савезној држави Индијана.

## Демографија
По попису из 2010. године број становника је 11.560, што је 2.281 (24,6%) становника више него 2000. године.
| Група             | 2000.         | 2010.          |
| Белци             | 8.826 (95,1%) | 10.563 (91,4%) |
| Афроамериканци    | 8 (0,1%)      | 53 (0,5%)      |
| Азијати           | 19 (0,2%)     | 45 (0,4%)      |
| Хиспаноамериканци | 325 (3,5%)    | 754 (6,5%)     |
| Укупно            | 9.279         | 11.560         |